# 瓦厂镇
瓦厂镇，是中华人民共和国四川省凉山彝族自治州木里藏族自治县下辖的一个乡镇级行政单位。

## 行政区划
瓦厂镇下辖以下地区：
桃巴村、君依村、夺卡村、纳子店村和卡尔牧场。